# Báró Anna
Báró Anna (Bajmok, Szerbia (akkor Szerb-Horvát-Szlovén Királyság), 1920. október 3. – Budapest, Magyarország, 1994. október 23.) magyar színésznő

## Élete
Gaál Béla filmiskolájában szerezte meg a színészi diplomát 1940-ben. 1941-ben Deák Lőrinc vidéki társulatának a tagja lett. 1945–1948-ban a Józsefvárosi Színház, 1948–1956 között a Honvéd Színház és a Magyar Néphadsereg Színháza, 1956-tól 1976-ig, nyugdíjba vonulásáig a József Attila Színház szerződtette. Sokat szinkronizált, rádiózott és filmekben is szerepeket vállalt. Erős komikai vénával megáldott karakterszínésznő volt. 1994. október 23-án hunyt el Budapesten, az Óbudai temetőben helyezték végső nyugalomra november 8-án.

## Színházi szerepei
- Rostand: Cyrano de Bergerac (Duenna)
- Osztrovszkij: 
  - Farkasok és bárányok (Anfusza)
  - A hozomány nélküli menyasszony (Jevroszinya)
  - Utolsó áldozat (Pvarova, gazdag, kövér özvegyasszony)
- Berkesi András: Viszontlátásra, Harangvirág! (Schützné)
- Szigligeti Ede: Liliomfi (Szomszédasszony)
- Kopányi György: Neveletlen példakép (Magdolna)
- Viktor Rozov: 
  - Ketten az úton (Kalauznő)
  - Boldogság, merre vagy? (Taiszja)
  - Udvarol a gyerek (Antonyina néni)
- Branislav Nušić: Dr. Pepike (Szojka)
- Alain-René Le Sage: A csalafinta bárónő (Turcaretné)
- Major Ottó: Határszélen (Kispörösné)
- Gogol: Leánynéző (Fjokla)
- Irina Irosnyikova: Nálunk Szibériában (Kláva Gubina)
- Paul von Schönthan: A Szabin nők elrablása (Borbála, Bányai felesége)
- Sardou–Hégésippe Moreau: A szókimondó asszonyság (Talhoutné)
- Sardou–Émil de Najac–Szenes Iván: Váljunk el (Lusignan kisasszony)
- Maugham–Nádas–Szenes: Imádok férjhez menni (Mrs. Pogson)
- Maugham–Szenes: Imádok férjhez menni (Mrs. Pogson)
- Kállai István–Nádas–Szenes: Keménykalaposok (Gizi, az ideális család egyik tagja)
- Kertész Ákos: Névnap (Halláné, lakó)
- O’Neill: Amerikai Elektra (Luisa)
- John Boynton Priestley: Mr. Kettle és Mrs. Moon botrányos esete (Mrs. Twigg, Kettle házvezetőnője)
- Irwin Shaw: Szelíd emberek (Angelina)
- Kertész Imre–G. Dénes György: Bekopog a szerelem (Piroska néni)
- Szomory Dezső: Botrány az Ingeborg-koncerten (Breitmayerné)
- Fejér István–Kállai István: Irány Caracas (Wurtzné)
- Bartos Ferenc–Baróti Géza: Mindent a mamáért (Jámborné)
- Heimar Kipphardt: Shakespeare kerestetik (Könnyű nőcske)
- Lev Tolsztoj: Szellemesek (A felvilágosodás gyümölcsei) (Kövér hölgy)
- Marcel Pagnol: Topaze (Vergniolles bárónő)
- Forgács István: Vándormadarak (Rózsáné, gépesasszony)
- Barta Lajos: Zsuzsi (Hajdúné)

## Filmszerepei

### Játékfilmek
- Lutra (Böske néne) (1986)
- Gyula vitéz télen-nyáron (feldühödött tévénéző) (1970)
- Csak egy telefon (1970)
- Az orvos halála (1966)
- Egy magyar nábob (1966)
- Iszony (Az állatorvos felesége) (1965)
- Butaságom története (Öltöztetőnő) (1965)
- Az utolsó vacsora (1962)
- Csutak és a szürke ló (Fuvarosnő) (1961)
- Dúvad (1960)
- Merénylet (Pénztárosnő) (1960)
- A harangok Rómába mentek (1958)
- Vasvirág (1958)
- Édes Anna (Tatárné) (1958)

### Tévéfilmek
- Frici, a vállalkozó szellem (Zsuzsa anyja) (1993)
- Szomszédok (Manci, használtcikk-kereskedő) (1988, 1990)
- Kreutzer szonáta (1987)
- Linda (Szabóné) (A tizennyolckarátos aranyhal; 1986)
- Különös házasság (Tóthné) (1984)
- Glória (1982)
- Elek király, a székláb (Nagymama) (1979)
- Keménykalap és krumpliorr (Özvegy Szekrényesi Alfrédné, a kerület pacsirtája, vöröskeresztes) (1978)
- Félreértett és elhanyagolt gyerekek (1977)
- Beszterce ostroma (1976)
- Liliomfi (1974) (színházi felvétel)
- Egy óra múlva itt vagyok (Majzlikné) (1971)
- Igéző (1970)
- A vörös macska (Zenés TV színház, 1970)
- A régi nyár (1970)
- Szende szélhámosok (1968)
- 7 kérdés a szerelemről (és 3 alkérdés) (Utas a villamoson) (1965)
- Nem vagyunk angyalok (Rozi néni) (1966)
- A köpeny (Szacsuri néni)

## Szinkronszerepei

### Filmbeli szinkronszerepei
| Cím                           | A film elkészülte | Magyar változat (szinkron) | Szerep                                    | A szinkronizált színész |
| ----------------------------- | ----------------- | -------------------------- | ----------------------------------------- | ----------------------- |
| Kenyér, szerelem, fantázia    | 1953              | 1965                       | Maria Antonia De Ritis, a Vadmacska anyja | Vittoria Crispo         |
| Római vakáció                 | 1953              | 1980                       | Takarítónő                                | Paola Borboni           |
| A félelem bére                | 1953              | 1970                       |                                           |                         |
| Párizs levegője               | 1954              | 1962                       | Mme. Pozzi                                | Ave Ninchi              |
| Átkelés Párizson              | 1956              | 1978                       | Lucienne Couronne, főnöknő a kávézóban    | Georgette Anys          |
| Feltámadás                    | 1958              | 1960                       | Matrjona                                  | Lina Carstens           |
| A spessarti fogadó            | 1958              | 1970                       | Vendéglősné                               | Vera Complojer          |
| Legénylakás                   | 1960              | 1970                       | Mrs. Mildred Dreyfuss                     | Naomi Stevens           |
| Orvos válaszúton              | 1960              | 1961                       | Posvárová                                 | Helena Kotoucová        |
| 101 kiskutya (rajzfilm)       | 1961              | 1964                       | Hercegnő (Tehén)                          | –                       |
| Két élet                      | 1961              | 1961                       | a varróműhely háziasszonya                | Vera Sersnyova          |
| Párizs rejtelmei              | 1962              | 1981                       | A bagoly                                  | Renée Gardès            |
| Délutáni látogatás            | 1963              |                            | Elsen, a mama                             | Annie Rosar             |
| Volt egy ilyen legény         | 1964              |                            | Márfa                                     | Anasztaszija Zujeva     |
| Ivan Szemjonov három napja    | 1966              |                            | Nagymama                                  | Szokolova               |
| Homolkáék az uborkafán        | 1971              | 1971                       | Nagymama                                  | Marie Motlová           |
| Ványa bácsi                   | 1971              | 1972                       |                                           | Jekatyerina Mazurova    |
| A túlparton az éden           | 1972              | 1975                       | Mrs. Rich                                 | Trudik Daniel           |
| A törvényenkívüli Josey Wales | 1976              |                            | Hawkins anyó                              | Madeleine Taylor Holmes |
| Bronco Billy                  | 1980              | 1982                       | Eloise, szobalány                         | Eyde Byrde              |
| Szellemirtók                  | 1984              | 1989                       | Alice, könyvtárosnő                       | Alice Drummond          |

### Filmsorozatbeli szinkronszerepei
| Cím                                        | A film elkészülte | Magyar változat (szinkron) | Szerep           | A szinkronizált színész |
| ------------------------------------------ | ----------------- | -------------------------- | ---------------- | ----------------------- |
| Kérem a következőt! (rajzfilmsorozat)      | 1974              |                            | Vadkoca          | –                       |
| Süsü, a sárkány kalandjai (bábfilmsorozat) | 1976              |                            | Asszony          | –                       |
| Vízipók-csodapók (rajzfilmsorozat)         | 1976–1984         |                            | Ászkarák         | –                       |
| Kórház a város szélén 16. rész: Gyulladás  | 1977–1981         | 1982                       | Beteg            |                         |
| Futrinka utca (bábfilmsorozat)             | 1979              |                            | Napos idő hölgy  | –                       |
| Forró szél                                 | 1980              |                            | Šurda nagymamája | Radmila Savićević       |